# Guerreros de Acapulco
Guerreros de Acapulco fue un club de fútbol mexicano que jugó en la Segunda División de México. El club tuvo su sede en Acapulco, Guerrero y posteriormente en Oaxaca, Oaxaca.

## Historia
Los orígenes del equipo se remontan a 1986, cuando el propietario del club Surianos de Iguala, que militaba en la Segunda División "B" decide trasladar a su equipo al puerto de Acapulco aunque conservando su identidad original, hasta 1988 la escuadra adoptó el nombre de Guerreros. En 1990 el equipo consigue el ascenso a la Segunda División 'A', categoría de plata del fútbol mexicano en aquel entonces. Sin embargo, descendería en la siguiente temporada a la Segunda "B".
Tras tres años en Segunda "B", el equipo es invitado a formar parte de la nueva Primera División 'A', la liga que a partir de la temporada 1994-1995 se convirtió en la segunda categoría del fútbol mexicano. Los Guerreros militaron en esta liga hasta 1997, cuando la franquicia fue vendida y esta fue utilizada para la creación del Club Truenos de Cuautitlán.
En 2001 Grupo Pegaso establece en el puerto un equipo llamado Potros Guerrero, el cual fue filial del Atlante Fútbol Club, un año después esta fue renombrada como Deportivo Acapulco, aunque siendo conocida de forma oficial como Jaguares, sin embargo también era llamada Guerreros debido a la presencia de un guerrero jaguar en el escudo del equipo, pese a esta situación, la franquicia de este grupo no tuvo ninguna relación con el club original, esta escuadra permaneció jugando en el puerto hasta el año 2004, cuando fue movida por sus propietarios a Ciudad Nezahualcóyotl.
En 2009 empresarios acapulqueños adquirieron la franquicia del club Pioneros de Cancún y la trasladaron al puerto de Acapulco, lo que significó el regreso de los Guerreros al fútbol profesional. En su primer torneo, el equipo alcanzó las semifinales de la competencia luego de finalizar en segundo lugar de su grupo y posteriormente eliminar a los club Loros de Colima y Dorados de Los Mochis para finalmente ser eliminados por el Altamira Fútbol Club. El equipo volvió a alcanzar la fase final en el Independencia 2010 aunque fue eliminado por Bravos de Nuevo Laredo en la primera ronda. Tras este torneo el club tuvo actuaciones discretas y no volvió a alcanzar la fase final de la competencia.
En 2012 el equipo se mudó a la ciudad de Oaxaca debido a la falta de acuerdo con el gobierno de Guerrero para usar el estadio de la Unidad Deportiva Acapulco, al finalizar el torneo Clausura 2012 el club desapareció.

## Estadio
El equipo tuvo su sede habitual en el Estadio Unidad Deportiva Acapulco en Acapulco, Guerrero, hasta el año 2012 cuando al no llegar a un acuerdo entre el equipo y el Gobierno Estatal y tras la invitación del Gobierno de Oaxaca, se decidió que el equipo se trasladara al Estadio Benito Juárez en Oaxaca. Aunque se mantuvo el nombre original del equipo durante el semestre que permaneció en esa ciudad.
- Estadio Unidad Deportiva Acapulco, (1986–1997) y (2009—2012)
- Estadio Benito Juárez (2012)

## Torneos
- Temporada 2009 - 2010 Segunda División de México
- Temporada 2010 Torneo Independencia 2010 Liga Premier de Ascenso Grupo 1 Zona Sur
- Temporada 2011 Torneo Revolución 2011 Liga Premier de Ascenso Grupo 1 Zona Sur
- Temporada 2011 Torneo Apertura 2011 Liga Premier de Ascenso Grupo 2
- Temporada 2012 Torneo Clausura 2012 Liga Premier de Ascenso Grupo 2